# Dawit Oganesiani
Dawit Oganesiani (georgisch დავით ოგანესიანი; * 9. Mai 1997) ist ein georgischer Eishockeyspieler.  

## Karriere
Dawit Oganesiani gab sein Debüt für die georgische Nationalmannschaft bei der Weltmeisterschaft der Division III 2014. In fünf Spielen blieb er dabei punktlos und erhielt sechs Strafminuten. In der Folge absolvierte er die Weltmeisterschaften der Division III in den Jahren 2015, 2016, 2017 und 2018. Dabei gelang 2018 der erstmalige Aufstieg in die Gruppe B der Division II. Des Weiteren spielte Oganesiani bei der Qualifikation für die Olympischen Winterspiele 2018.
Auf Vereinsebene spielt Oganesiani für Bakurianis Mimino in der georgischen Eishockeyliga.

## Erfolge und Auszeichnungen
- 2018 Aufstieg in die Division II, Gruppe B bei der Weltmeisterschaft der Division III